# 寒河江町
寒河江町（さがえまち）は、かつて山形県西村山郡にあった町。

## 沿革
- 1889年（明治22年）4月1日 - 町村制施行に伴い西村山郡寒河江村、高屋村、島村が合併し、寒河江村（さがえむら）が発足。
- 1893年（明治26年）1月7日 - 町制施行し寒河江町となる。
- 1954年（昭和29年）8月1日 - 西村山郡西根村、柴橋村、高松村、醍醐村と合併し、市制施行して寒河江市となり消滅。